# Paepalanthus restingensis
Paepalanthus restingensis är en gräsväxtart som beskrevs av Harold Norman Moldenke. Paepalanthus restingensis ingår i släktet Paepalanthus och familjen Eriocaulaceae. Inga underarter finns listade i Catalogue of Life.